# Кассихин, Александр Александрович
Александр Александрович Кассихин — советский хозяйственный, государственный и политический деятель, Герой Социалистического Труда.

## Биография
Родился в 1924 году в Ижевске. Член КПСС.
Участник Великой Отечественной войны. С 1950 года — на хозяйственной, общественной и политической работе. В 1950—1985 гг. — машинист котла (кочегар) на ГРЭС № 3 имени Классона в городе Электрогорске Московской области, водосмотр, старший машинист энергоблоков Черепетской ГРЭС Министерства энергетики и электрификации СССР в Тульской области.
Указом Президиума Верховного Совета СССР от 20 апреля 1971 года за выдающиеся успехи в выполнении заданий пятилетнего плана, достижение высоких технико-экономических показателей присвоено звание Героя Социалистического Труда с вручением ордена Ленина и золотой медали «Серп и Молот».
Делегат XXV съезда КПСС.
Умер в Суворове в 1996 году.